# Leichtathletik-Europameisterschaften 2010/Teilnehmer (Belgien)
Belgien meldete 33 Teilnehmer – sechzehn Frauen und siebzehn Männer – für die Leichtathletik-Europameisterschaften 2010 vom 27. Juli bis zum 1. August in Barcelona.
| Wettbewerb        | Männer                                                                                                   | Frauen                                                                                                 |
| ----------------- | --- | --- |
| 200 m             | | Olivia Borlée (13. Platz)                                                                              |
| 400 m             | Jonathan Borlée (7. Platz) Kevin Borlée (Gold) Arnaud Destatte (18. Platz)                               | |
| 800 m             | Andreas Smout (27. Platz) Jan Van den Broeck (25. Platz)                                                 | |
| 1500 m            | Kim Ruell (16. Platz) Kristof Van Malderen (14. Platz)                                                   | Lindsey De Grande (18. Platz)                                                                          |
| 10.000 m          | Monder Rizki (Disqualifiziert)                                                                           | |
| Marathon          | Hans Janssens (Nicht gestartet)                                                                          | |
| 3000 Hindernis    | Pieter Desmet (Disqualifiziert) Krijn Van Koolwyk (15. Platz)                                            | |
| 100 Hürden        | – | Eline Berings (17. Platz) Elisabeth Davin (13. Platz) Anne Zagré (19. Platz)                           |
| 400 m Hürden      | Michaël Bultheel (11. Platz) Nils Duerinck (9. Platz) Stef Vanhaeren (12. Platz)                         | Élodie Ouédraogo (16. Platz)                                                                           |
| Hochsprung        | | Hannelore Desmet (25. Platz) Tia Hellebaut (5. Platz)                                                  |
| Dreisprung        | | Svetlana Bolshakova (Bronze)                                                                           |
| Siebenkampf       | – | Sarah Aerts (12. Platz)                                                                                |
| Zehnkampf         | Hans Van Alphen (5. Platz)                                                                               | – |
| 4 × 100 m Staffel | | (Aufgabe) Eline Berings Olivia Borlée Hanna Mariën Élodie Ouédraogo Frauke Penen Anne Zagré            |
| 4 × 400 m Staffel | (Bronze) Jonathan Borlée Kevin Borlée Arnaud Destatte Nils Duerinck Antoine Gillet Cédric Van Branteghem | (13. Platz) Elke Bogemans Olivia Borlée Lindsy Cozijns Axelle Dauwens Wendy Den Haeze Élodie Ouédraogo |